# Grand Prix-wegrace van Joegoslavië 1987
De Grand Prix-wegrace van Joegoslavië 1987 was de zesde Grand Prix van het wereldkampioenschap wegrace in het seizoen 1987. De races werden verreden op 14 juni 1987 op het Automotodrom Grobnik bij Rijeka. In Joegoslavië reden slechts drie klassen: 80cc, 250 cc en 500 cc.

## Algemeen
In 1987 werd er niets meer gehoord over de klachten die er bij de Joegoslavische GP van 1986 nog geweest waren, zoals de belabberde tijdwaarneming en slechte telefoon- en telexverbindingen. Wel was het asfalt nog steeds erg hobbelig. Het weer was bijzonder goed: het was bijna 30 °C. 

## 500cc-klasse
In de 500cc-klasse waren het de gebruikelijke toppers die de dienst uitmaakten, voor zover ze niet al tijdens de training uitgeschakeld waren. Toch waren er enkele opmerkelijke prestaties. Allereerst van Raymond Roche, die zijn Cagiva naar de vijfde plaats reed, vervolgens van Pierfrancesco Chili die met de driecilinder Honda NS 500 uit 1986 zesde werd, en van Richard Scott, die als vervanger van Mike Baldwin opnieuw punten scoorde met de Lucky Strike-Yamaha met Dunlop-banden. Hij profiteerde daarbij wel van de valpartijen van Rob McElnea en Gustav Reiner. Kenny Irons scoorde zijn eerste WK-punt met de nog experimentele Suzuki RGV 500. 

### De training
In de training van de 500cc-klasse werd een groot deel van de toprijders al geëlimineerd. Freddie Spencer brak bij een val een sleutelbeen, Christian Sarron liep een hersenschudding op en Niall Mackenzie scheurde een enkel. Rob McElcnea brak zijn rechterpink op drie plaatsen, maar kon met een afgezaagd remhendel en een gespalkte pink toch van start gaan. Ook Wayne Gardner viel, maar hij hield daar slechts wat blauwe plekken en een handblessure aan over. Intussen was Gardner wel weer overtuigend de snelste, bijna een seconde sneller dan Randy Mamola. Opvallend was het goede trainingsresultaat van Freddie Spencer, die minstens 10 kilo te zwaar was geworden en ondanks zijn gebrek aan training de vierde tijd reed. 

#### Trainingstijden
| Pos | Coureur             | Merk                        | Tijd    |
| --- | ------------------- | --------------------------- | ------- |
| 1.  | Wayne Gardner       | Rothmans-HRC-Honda          | 1"30'70 |
| 2.  | Randy Mamola        | Roberts-Lucky Strike-Yamaha | 1"31'69 |
| 3.  | Eddie Lawson        | Agostini-Marlboro-Yamaha    | 1"31'76 |
| 4.  | Freddie Spencer     | HRC-Honda                   | 1"31'94 |
| 5.  | Niall Mackenzie     | Gallina-HB-HRC-Honda        | 1"32'20 |
| 6.  | Rob McElnea         | Agostini-Marlboro-Yamaha    | 1"32'50 |
| 7.  | Shunji Yatsushiro   | Rothmans-HRC-Honda          | 1"32'70 |
| 8.  | Ron Haslam          | ELF-HRC-Honda               | 1"32'74 |
| 9.  | Raymond Roche       | Bastos-Cagiva               | 1"32'80 |
| 10. | Pierfrancesco Chili | Gallina-HB-HRC-Honda        | 1"32'80 |

### De race
Nog vóór de start verdween Didier de Radiguès, wiens Cagiva hem al in de opwarmronde in de steek liet. Ron Haslam maakte zijn gebruikelijke bliksemstart, maar dit keer werd hij toch afgetroefd door Randy Mamola. In de tweede ronde nam Wayne Gardner de leiding over om ze niet meer af te staan. Toch konden Mamola en Eddie Lawson hem lang volgen, maar ze gingen met elkaar in gevecht, waardoor Gardner niet echt bedreigd werd. Toch had Gardner veel last van zijn rechterhand. Hij gaf gas met zijn handpalm en deed "vingeroefeningen" om de bloedsomloop in zijn hand op gang te houden. Bij het remmen had hij erg veel pijn. Tegen het einde van de race moest Lawson afhaken, naar eigen zeggen door carburatieproblemen. Ron Haslam had intussen een eenzame race op de vierde plaats gereden. 

#### Uitslag 500cc-klasse
| Pos | Coureur             | Merk                        | Ronden | Tijd      | Grid | Punten |
| --- | ------------------- | --------------------------- | ------ | --------- | ---- | ------ |
| 1   | Wayne Gardner       | Rothmans-HRC-Honda          | 30     | 46"30'64  | 1    | 15     |
| 2   | Randy Mamola        | Roberts-Lucky Strike-Yamaha | 30     | +2'43     | 2    | 12     |
| 3   | Eddie Lawson        | Agostini-Marlboro-Yamaha    | 30     | +15'22    | 3    | 10     |
| 4   | Ron Haslam          | ELF-HRC-Honda               | 30     | +30'32    | 8    | 8      |
| 5   | Raymond Roche       | Bastos-Cagiva               | 30     | +43'71    | 9    | 6      |
| 6   | Pierfrancesco Chili | Gallina-HB-HRC-Honda        | 30     | +44'44    | 10   | 5      |
| 7   | Tadahiko Taira      | Agostini-Marlboro-Yamaha    | 30     | +51'67    | 12   | 4      |
| 8   | Shunji Yatsushiro   | Rothmans-HRC-Honda          | 30     | +59'50    | 7    | 3      |
| 9   | Richard Scott       | Roberts-Lucky Strike-Yamaha | 30     | +59'76    | 13   | 2      |
| 10  | Kenny Irons         | Heron-Suzuki                | 30     | +1"18'44  | 16   | 1      |
| 11  | Roger Burnett       | Rothmans-HRC-Honda          | 30     | +1"25'09  | 19   |        |
| 12  | Fabio Biliotti      | Honda                       | 30     | +1"30'64  | 18   |        |
| 13  | Alessandro Valesi   | Iberna-Honda                | 29     | +1 ronde  | 17   |        |
| 14  | Wolfgang von Muralt | Suzuki                      | 29     | +1 ronde  | 21   |        |
| 15  | Bruno Kneubühler    | Honda                       | 29     | +1 ronde  | 24   |        |
| 16  | Simon Buckmaster    | Duckhams-Honda              | 29     | +1 ronde  | 27   |        |
| 17  | Fabio Barchitta     | Honda                       | 29     | +1 ronde  | 23   |        |
| 18  | Massimo Broccoli    | Honda                       | 29     | +1 ronde  | 22   |        |
| 19  | Andreas Leuthe      | Honda                       | 29     | +1 ronde  | 32   |        |
| 20  | Hervé Guilleux      | Fior-SNCF-Honda             | 29     | +1 ronde  | 30   |        |
| 21  | Gerold Fischer      | Honda                       | 29     | +1 ronde  | 28   |        |
| 22  | Georg Jung          | Honda                       | 29     | +1 ronde  | 25   |        |
| 23  | Marco Gentile       | Lucky Strike-Fior-Honda     | 28     | +2 ronden | 20   |        |
| 24  | Dimitris Papandreou | Suzuki                      | 28     | +2 ronden | 25   |        |

#### Niet gefinished
| Coureur          | Merk                     | Ronden | Oorzaak | Grid |
| ---------------- | ------------------------ | ------ | ------- | ---- |
| Louis-Luc Maisto | Honda                    | 27     |         | 34   |
| Gustav Reiner    | Hein Gericke-Honda       | 23     | Val     | 14   |
| Rob McElnea      | Agostini-Marlboro-Yamaha | 18     | Val     | 6    |
| Pavol Dekánek    | Suzuki                   | 11     |         | 33   |
| Helmut Schütz    | Honda                    | 5      |         | 29   |
| Silvo Habat      | Honda                    | 5      |         | 31   |
| Vittorio Scatola | Paton                    | 2      |         | 26   |

#### Niet gestart
| Coureur            | Merk                     | Oorzaak               | Grid |
| ------------------ | ------------------------ | --------------------- | ---- |
| Freddie Spencer    | HRC-Honda                | Blessure              | 4    |
| Niall Mackenzie    | Gallina-HB-HRC-Honda     | Blessure              | 8    |
| Christian Sarron   | Gauloises-Sonauto-Yamaha | Blessure              | 11   |
| Didier de Radiguès | Bastos-Cagiva            | Defect in opwarmronde | 15   |

#### Niet gekwalificeerd
| Coureur    | Merk   |
| ---------- | ------ |
| Tony Carey | Suzuki |

#### Niet deelgenomen
| Coureur         | Merk                        | Oorzaak  |
| --------------- | --------------------------- | -------- |
| Maarten Duyzers | HDJ-Honda                   |          |
| Mike Baldwin    | Roberts-Lucky Strike-Yamaha | Blessure |
| Kevin Schwantz  | Suzuki                      |          |

### Top tien tussenstand 500cc-klasse
| Pos | Coureur             | Merk                        | Ptn |
| --- | ------------------- | --------------------------- | --- |
| 1   | Wayne Gardner       | Rothmans-HRC-Honda          | 73  |
| 2   | Randy Mamola        | Roberts-Lucky Strike-Yamaha | 56  |
| 3   | Eddie Lawson        | Agostini-Marlboro-Yamaha    | 49  |
| 4   | Ron Haslam          | ELF-HRC-Honda               | 48  |
| 5   | Tadahiko Taira      | Agostini-Marlboro-Yamaha    | 28  |
| 6   | Niall Mackenzie     | Gallina-HB-HRC-Honda        | 23  |
| 6   | Pierfrancesco Chili | Gallina-HB-HRC-Honda        | 23  |
| 8   | Rob McElnea         | Agostini-Marlboro-Yamaha    | 20  |
| 9   | Christian Sarron    | Gauloises-Sonauto-Yamaha    | 15  |
| 10  | Roger Burnett       | Rothmans-HRC-Honda          | 11  |

## 250cc-klasse
In de 250cc-klasse was er eindelijk succes voor regerend wereldkampioen Carlos Lavado, die nog geen enkele podiumplaats gescoord had. Hij benutte de betere stuurkwaliteiten én de nieuwe zuigers en cilinders van de Yamaha YZR 250 optimaal, zowel in de training als in de race. Hij was eigenlijk de enige Yamaha-rijder die dat kon doen, want het 250cc-Yamaha-team van Giacomo Agostini was gehandicapt door de blessures van Luca Cadalora en Martin Wimmer en het Franse Sonauto-Yamaha moest Patrick Igoa missen omdat die zijn heup gebroken had. Jean-Philippe Ruggia reed weliswaar ook voor dat team, maar die was een Yamaha TZ 250 productieracer gewend. Nu kreeg hij Igoa's YZR 250, maar daar viel hij twee keer mee in de training, waarbij hij een zware ribblessure en een hersenschudding opliep. Honda-fabriekscoureur Toni Mang kreeg in de race bandenproblemen door de warmte en moest de leiding in het wereldkampioenschap teruggeven aan Reinhold Roth. 

### De training
Carlos Lavado was op het Automotodrom Grobnik altijd snel geweest en nu was hij zelfs ruim een seconde sneller dan Jacques Cornu, die een flink aantal fabrieks-Honda NSR 250's aanvoerde. Tussen hen presteerde de zwaar geblesseerde Martin Wimmer zeer goed door de vijfde startplaats op te eisen als tweede Yamaha-rijder, maar Loris Reggiani nestelde zich op de derde plaats met de (kansloos geachte) Aprilia. 

#### Trainingstijden
| Pos | Coureur          | Merk                           | Tijd    |
| --- | ---------------- | ------------------------------ | ------- |
| 1.  | Carlos Lavado    | HB-Venemotos-Yamaha            | 1"33'15 |
| 2.  | Jacques Cornu    | Parisienne-HRC-Honda           | 1"34'20 |
| 3.  | Loris Reggiani   | Aprilia-Rotax                  | 1"34'43 |
| 4.  | Toni Mang        | Rothmans-HRC-Honda Deutschland | 1"34'44 |
| 5.  | Dominique Sarron | Rothmans-HRC-Honda             | 1"34'54 |
| 6.  | Reinhold Roth    | HB-Römer-HRC-Honda             | 1"34'65 |
| 7.  | Martin Wimmer    | Agostini-Marlboro-Yamaha       | 1"34'70 |
| 8.  | Ivàn Palazzese   | Yamaha                         | 1"34'81 |
| 9.  | Sito Pons        | Campsa-HRC-Honda               | 1"34'91 |
| 10. | Carlos Cardús    | Nieto-Ducados-HRC-Honda        | 1"34'92 |

### De race
Sito Pons stond op de tweede startrij, maar hij was als snelste weg, gevolgd door Dominique Sarron en Jacques Cornu, maar de kopgroep bestond ook nog uit Toni Mang, Martin Wimmer, Carlos Lavado, Reinhold Roth Jean-Philippe Ruggia, Loris Reggiani en Carlos Cardús. In de tweede ronde nam Mang de leiding over en hij sloeg een klein gaatje, dat meteen gedicht werd door Cornu. Lavado was toen al aan zijn opmars begonnen en kwam samen met Roth bij het leidende tweetal. Mang begon terug te vallen. Lavado nam de leiding en sloeg een gat met twee achtervolgende groepen: Roth, Reggiani en Cornu en daarachter Mang, Sarron en Wimmer. Reggiani kon zich ook losmaken, temeer omdat Roth en Cornu met elkaar in gevecht bleven. Toni Mang werd slechts zevende. Hij had te veel van zijn banden geëist, maar haalde voor het eerst sinds 1981 de finish in Joegoslavië. 

#### Uitslag 250cc-klasse
| Pos | Coureur              | Merk                           | Tijd      | Grid | Punten |
| --- | -------------------- | ------------------------------ | --------- | ---- | ------ |
| 1   | Carlos Lavado        | HB-Venemotos-Yamaha            | 41"24'76  | 1    | 15     |
| 2   | Loris Reggiani       | Aprilia-Rotax                  | +4'95     | 3    | 12     |
| 3   | Reinhold Roth        | HB-Römer-HRC-Honda             | +5'90     | 6    | 10     |
| 4   | Jacques Cornu        | Parisienne-HRC-Honda           | +6'16     | 2    | 8      |
| 5   | Martin Wimmer        | Agostini-Marlboro-Yamaha       | +9'16     | 7    | 6      |
| 6   | Dominique Sarron     | Rothmans-HRC-Honda             | +11'19    | 5    | 5      |
| 7   | Toni Mang            | Rothmans-HRC-Honda Deutschland | +11'86    | 4    | 4      |
| 8   | Sito Pons            | Campsa-HRC-Honda               | +25'53    | 9    | 3      |
| 9   | Juan Garriga         | Ducados-Yamaha                 | +25'73    | 11   | 2      |
| 10  | Ivàn Palazzese       | Yamaha                         | +26'09    | 8    | 1      |
| 11  | Jean-Philippe Ruggia | Gauloises-Sonauto-Yamaha       | +26'34    | 13   |        |
| 12  | Maurizio Vitali      | FMI-Garelli                    | +51'92    | 14   |        |
| 13  | Manfred Herweh       | Levior-Honda                   | +53'79    | 12   |        |
| 14  | Stéphane Mertens     | Katayama-Armstrong-HRC-Honda   | +1"06'92  | 24   |        |
| 15  | Hans Lindner         | Honda                          | +1"09'14  | 16   |        |
| 16  | Donnie McLeod        | EMC-Rotax                      | +1"09'51  | 17   |        |
| 17  | Guy Bertin           | Honda                          | +1"10'13  | 18   |        |
| 18  | Jean-François Baldé  | Defi-Rotax                     | +1"17'67  | 22   |        |
| 19  | Kevin Mitchell       | Yamaha                         | +1"21'21  | 23   |        |
| 20  | Harald Eckl          | Honda                          | +1"21'65  | 20   |        |
| 21  | Marcellino Lucchi    | Honda                          | +1"22'12  | 28   |        |
| 22  | Urs Lüzi             | Parisienne-Honda               | +1"34'37  | 26   |        |
| 23  | René Delaby          | Yamaha                         | +1"34'79  | 25   |        |
| 24  | Jochen Schmid        | Honda                          | +1 ronde  | 19   |        |
| 25  | Jean Foray           | Yamaha                         | +1 ronde  | 33   |        |
| 26  | Alain Bronec         | Honda                          | +1 ronde  | 35   |        |
| 27  | Zdravko Leljak       | Honda                          | +2 ronden | 36   |        |

#### Niet gefinished
| Coureur                | Merk                    | Oorzaak | Grid |
| ---------------------- | ----------------------- | ------- | ---- |
| Bruno Bonhuil          | Honda                   |         | 21   |
| Carlos Cardús          | Nieto-Ducados-HRC-Honda | Opgave  | 10   |
| Gary Cowan             | Honda                   |         | 27   |
| Jean-Louis Guignabodet | Honda                   |         | 31   |
| Josef Hutter           | Honda                   |         | 32   |
| Massimo Matteoni       | Honda                   |         | 29   |
| Jean-Michel Mattioli   | Yamaha                  |         | 15   |
| Siegfried Minich       | Honda                   |         | 37   |
| Martin Sraj            | Honda                   |         | 34   |

#### Niet gestart
| Coureur       | Merk                     | Oorzaak  | Grid |
| ------------- | ------------------------ | -------- | ---- |
| Luca Cadalora | Agostini-Marlboro-Yamaha | Blessure | 30   |

#### Niet gekwalificeerd
| Coureur          | Merk   |
| ---------------- | ------ |
| D. Stankovic     | Yamaha |
| Massimo Sirianni | Yamaha |
| I. Sola          | MBA    |
| Stelio Marmaras  | Yamaha |

#### Niet deelgenomen
| Coureur      | Merk                     | Oorzaak  |
| ------------ | ------------------------ | -------- |
| Fausto Ricci | Iberna-Honda             |          |
| Patrick Igoa | Gauloises-Sonauto-Yamaha | Blessure |

### Top tien tussenstand 250cc-klasse
| Pos | Coureur          | Merk                           | Ptn |
| --- | ---------------- | ------------------------------ | --- |
| 1   | Reinhold Roth    | HB-Römer-HRC-Honda             | 55  |
| 2   | Toni Mang        | Rothmans-HRC-Honda Deutschland | 52  |
| 3   | Jacques Cornu    | Parisienne-HRC-Honda           | 38  |
| 4   | Sito Pons        | Campsa-HRC-Honda               | 35  |
| 5   | Carlos Lavado    | HB-Venemotos-Yamaha            | 29  |
| 6   | Martin Wimmer    | Agostini-Marlboro-Yamaha       | 28  |
| 7   | Dominique Sarron | Rothmans-HRC-Honda             | 27  |
| 8   | Loris Reggiani   | Aprilia-Rotax                  | 24  |
| 9   | Juan Garriga     | Ducados-Yamaha                 | 20  |
| 10  | Luca Cadalora    | Agostini-Marlboro-Yamaha       | 18  |
| 10  | Carlos Cardús    | Nieto-Ducados-HRC-Honda        | 18  |

## 80cc-klasse
In de 80cc-klasse zorgde Jorge Martínez dat hij zijn wereldtitel kon prolongeren. In de trainingen was hij uiteindelijk de snelste en de race leidde hij van start tot finish. Uiteindelijk bouwde hij zijn voorsprong in het wereldkampioenschap uit tot 28 punten. 

### De training
In de eerste trainingen leek Stefan Dörflinger de overhand te hebben en hij was zelfs twee seconden sneller dan Jorge Martínez. Later wisselden ze enkele malen van plek en ze braken diverse records, maar aan het eind van de rit reed Martínez zich naar poleposition, 0,4 seconde voor Dörflinger. Hans Spaan was nu goed hersteld van zijn blessure en reed de vierde trainingstijd, maar zijn Bakker-frame liep wel een scheurtje op, wat zorgen baarde voor de race. Wilco Zeelenberg viel hard en liep een sleutelbeenbreuk op. Natuurlijk waren er veel Joegoslavische deelnemers, waarvan er enkele met een Sever aan de start kwamen. Deze ontwikkeling van Vilko Sever was echter geen succes, geen enkele machine wist zich voor de race te kwalificeren. 

#### Trainingstijden
| Pos | Coureur           | Merk                | Tijd    |
| --- | ----------------- | ------------------- | ------- |
| 1.  | Jorge Martínez    | Nieto-Ducados-Derbi | 1"41'09 |
| 2.  | Stefan Dörflinger | LCR-Krauser         | 1"41'48 |
| 3.  | Manuel Herreros   | Nieto-Ducados-Derbi | 1"43'60 |
| 4.  | Hans Spaan        | JVC-HuVo-Casal      | 1"43'93 |
| 5.  | Hubert Abold      | Krauser             | 1"44'10 |
| 6.  | Gerhard Waibel    | LCR-Krauser         | 1"44'22 |
| 7.  | Luis Miguel Reyes | Campsa-Autisa       | 1"24'28 |
| 8.  | Jörg Seel         | Seel                | 1"44'60 |
| 9.  | Josef Fischer     | Krauser             | 1"44'61 |
| 10. | Ian McConnachie   | LCR-Krauser         | 1"44'98 |

### De race
Jorge Martínez zorgde al bij de start dat de spanning uit de 80cc-race grotendeels verdween. Hij liep meteen weg van Manuel Herreros en Gerhard Waibel. Stefan Dörflinger moest deze twee eerst passeren alvorens hij de aanval op Martínez kon inzetten, maar die was toen al te ver weggelopen. Herreros en Waibel moesten uiteindelijk ook Ian McConnachie voor laten gaan. Hans Spaan werd net als in de trainingen geconfronteerd met de overmatige trillingen van de HuVo-Casal: nu scheurde zijn rechter clip-on, waardoor hij zijn zesde plaats moest opgeven en slechts achtste werd achter Hubert Abold en Jörg Seel. 

#### Uitslag 80cc-klasse
| Pos | Coureur           | Merk                | Tijd      | Grid | Punten |
| --- | ----------------- | ------------------- | --------- | ---- | ------ |
| 1   | Jorge Martínez    | Nieto-Ducados-Derbi | 29"10'37  | 1    | 15     |
| 2   | Stefan Dörflinger | LCR-Krauser         | +6'90     | 2    | 12     |
| 3   | Ian McConnachie   | LCR-Krauser         | +14'90    | 10   | 10     |
| 4   | Gerhard Waibel    | LCR-Krauser         | +21'61    | 6    | 8      |
| 5   | Manuel Herreros   | Nieto-Ducados-Derbi | +21'78    | 3    | 6      |
| 6   | Hubert Abold      | Krauser             | +39'18    | 5    | 5      |
| 7   | Jörg Seel         | Seel                | +39'82    | 8    | 4      |
| 8   | Hans Spaan        | JVC-HuVo-Casal      | +47'82    | 4    | 3      |
| 9   | Juan Ramón Bolart | Krauser             | +1"08'54  | 11   | 2      |
| 10  | Alex Barros       | Arbizu-Casal        | +1"08'73  | 14   | 1      |
| 11  | Mario Stocco      | Faccioli            | +1"31'68  | 16   |        |
| 12  | Rainer Kunz       | Kroko               | +1"38'95  | 12   |        |
| 13  | Alojz Pavlič      | Seel                | +1 ronde  | 13   |        |
| 14  | Reiner Koster     | Kroko               | +1 ronde  | 23   |        |
| 15  | Richard Bay       | Casal               | +1 ronde  | 17   |        |
| 16  | Janez Pintar      | Eberhardt           | +1 ronde  | 20   |        |
| 17  | Jos van Dongen    | Krauser             | +1 ronde  | 21   |        |
| 18  | Serge Julin       | Casal               | +1 ronde  | 25   |        |
| 19  | Paul Bordes       | RB                  | +1 ronde  | 22   |        |
| 20  | Hagen Klein       | Hess                | +1 ronde  | 24   |        |
| 21  | Brane Rokavec     | Seel                | +1 ronde  | 30   |        |
| 22  | Herri Torrontegui | JJ Cobas            | +2 ronden | 14   |        |

#### Niet gefinished
| Coureur           | Merk           | Oorzaak | Grid |
| ----------------- | -------------- | ------- | ---- |
| Stuart Edwards    | Casal          |         | 29   |
| Josef Fischer     | Krauser        | Val     | 9    |
| Zdravko Matulja   | Ziegler        |         | 26   |
| Luis Miguel Reyes | Campsa-Autisa  |         | 7    |
| Theo Timmer       | JVC-HuVo-Casal | Opgave  | 18   |

#### Niet gestart
| Coureur          | Merk  | Oorzaak  | Grid |
| ---------------- | ----- | -------- | ---- |
| Wilco Zeelenberg | Casal | Blessure | 15   |
| Johan Auer       | Auer  |          | 27   |
| Felix Rodríguez  | Casal |          | 28   |

#### Niet gekwalificeerd
| Coureur            | Merk  |
| ------------------ | ----- |
| Giuliano Tabanelli | UFO   |
| Sreten Vasic       | Sever |
| Zdravko Leljak     | Sever |
| Miljenko Nervo     | Sever |
| Uros Tomanovic     | Sever |
| Miroslav Lesicki   | Sever |

### Top tien tussenstand 80cc-klasse
| Pos | Coureur           | Merk                | Ptn |
| --- | ----------------- | ------------------- | --- |
| 1   | Jorge Martínez    | Nieto-Ducados-Derbi | 72  |
| 2   | Gerhard Waibel    | LCR-Krauser         | 44  |
| 3   | Manuel Herreros   | Nieto-Ducados-Derbi | 39  |
| 4   | Stefan Dörflinger | LCR-Krauser         | 32  |
| 5   | Ian McConnachie   | LCR-Krauser         | 28  |
| 6   | Hubert Abold      | Krauser             | 18  |
| 7   | Jörg Seel         | Seel                | 15  |
| 8   | Àlex Crivillé     | Marlboro-Derbi      | 12  |
| 9   | Julián Miralles   | Marlboro-Derbi      | 10  |
| 9   | Luis Miguel Reyes | Campsa-Autisa       | 10  |
| 9   | Josef Fischer     | LCR-Krauser         | 10  |

## Trivia

### Dunlop banden
Roberts-Lucky Strike-Yamaha was het enige team dat met banden van Dunlop reed. Dat werkte had om de achterstand met Michelin in te lopen. Speciaal voor het ruwe asfalt in Rijeka waren zelfs vijf speciale achterbanden ontwikkeld. 

### Freddie Spencer
Pech bleef Freddie Spencer achtervolgen. Het hele seizoen 1986 was al verloren gegaan door een peesschedeontsteking en tijdens de Daytona 200 begin 1987 had hij een sleutelbeen gebroken. Daardoor kon hij niet in de GP van Japan en de GP van Spanje starten. Bij de GP van Duitsland was hij weer fit, maar nu beschadigde hij in de training een knie toen hij een curbstone raakte waarbij een stuk van de kniebeschermer in zijn been drong. Dat kostte hem ook de GP des Nations en de GP van Oostenrijk. Toen hij in Joegoslavië arriveerde was hij zeker niet afgetraind, zelfs dik geworden. Toch was zijn talent genoeg om de vierde trainingstijd te rijden, maar in een linkerbocht schoof zijn voorwiel weg en Spencer kwam ten val. Toen hij al bijna stil lag maakte hij een koprol en daarbij brak zijn sleutelbeen opnieuw. 

### Vraagtekens
De duwstart was afgeschaft om een aantal redenen, waaronder het gevaar dat een machine niet startte waardoor de achteropkomende rijders op de duwende collega botsten, maar ook omdat geblesseerde rijders vaak uitstekend konden rijden, maar niet konden aanduwen. Toch leverde de koppelingsstart ook wel vraagtekens op nu Martin Wimmer met een gebroken been en een gebroken middenhandsbeentje aan elke race deelnam. 
1972 · 1973 · 1974 · 1975 · 1976 · 1977 · 1978 · 1979 · 1980 · 1981 · 1982 · 1983 · 1984 · 1985 · 1986 · 1987 · 1988 · 1989 · 1990